# Сеној (Џорџија)
Сеној (енгл. Senoia) град је у америчкој савезној држави Џорџија. По попису становништва из 2010. у њему је живело 3.307 становника.

## Демографија
Према попису становништва из 2010. у граду је живело 3.307 становника, што је 1.569 (90,3%) становника више него 2000. године.
| Група             | 2000.         | 2010.         |
| Белци             | 1.371 (78,9%) | 2.516 (76,1%) |
| Афроамериканци    | 308 (17,7%)   | 481 (14,5%)   |
| Азијати           | 6 (0,3%)      | 54 (1,6%)     |
| Хиспаноамериканци | 27 (1,6%)     | 186 (5,6%)    |
| Укупно            | 1.738         | 3.307         |